# Qualificatórias do Campeonato Mundial de Voleibol de 2006
As qualificatórias do Campeonato Mundial de Voleibol de 2006 foram disputadas a nível continental, e estenderam-se de janeiro a agosto de 2005. Dependendo do número de vagas oferecidas a cada confederação, e de sua posição no Ranking Mundial da FIVB, cada equipe postulante a uma vaga nas finais do evento deveria disputar até três torneios diferentes, e eventualmente uma rodada de playoff adicional. Ao todo foram disputadas 24 vagas para o mundial feminino e outras 24 vagas para o masculino.

## Feminino

### África (CAVB)
Na África, a CAVB contava com três vagas para o evento. Foram organizados três torneios qualificatórios, e o vencedor de cada um asseguraria participação nas finais do evento. O primeiro, realizado em março de 2005, foi vencido pelo país-sede, o Egito; o segundo, que teve lugar na Maurícia no mês seguinte, foi vencido por Camarões; e o terceiro, disputado no Quênia em junho, foi igualmente vencido pelo organizador do evento.
Quênia e Egito são duas das maiores forças do voleibol africano, e já haviam participado de edições anteriores da competição. Camarões superou adversários mais tradicionais - como, por exemplo, a Tunísia - para assegurar sua primeira participação no torneio.

### América do Sul (CSV)
Na América do Sul, a CSV contava com duas vagas para o evento, disputadas em torneio único e concedidas ao campeão e ao vice-campeão. O Brasil foi o organizador e o vencedor da competição, que teve lugar em agosto de 2005; o Peru conseguiu a segunda posição, e retornou deste modo à elite do campeonato mundial – em 2002, a equipe perdera a vaga para a Argentina e ficara pela primeira vez de fora das finais desde 1967.

### América do Norte, Central e Caribe (NORCECA)
Na América do Norte, América Central e Caribe, a NORCECA recebeu seis vagas. A disputa foi organizada em duas fases: na primeira, que teve lugar em maio de 2005, foram disputados três torneios: os dois primeiros, contando cada um com quatro participantes, foram vencidos pelos anfitriões, Jamaica e Barbados; o segundo, contando com cinco participantes, foi vencido pelo México, tendo o país-sede, Guatemala, como segundo colocado.
A estas quatro equipes juntaram então seis outros times com mais tradição na confederação, e foram organizados mais dois torneios onde os três primeiros colocados qualificavam-se para as finais. Nestes dois eventos, realizados em agosto de 2005, os anfitriões – Porto Rico e República Dominicana – classificaram-se com o vice-campeonato, sendo superados pelas duas maiores forças continentais, Estados Unidos e Cuba, respectivamente. Na chave porto-riquenha, o México superou o Canadá, melhor ranqueado, e selou sua segunda participação consecutiva nas finais do campeonato mundial obtendo o terceiro lugar. Na chave dominicana, a Costa Rica conseguiu, pela primeira vez em sua história, participar de qualquer dos grandes torneios organizados pela FIVB.

### Ásia (AVC)
Na Ásia, a AVC contava com cinco vagas para o evento, das quais uma não estava em disputa, pois pertencia ao Japão, o país-sede. Em agosto de 2005, foram organizados dois torneios onde campeão e vice-campeão qualificariam-se para as finais. No primeiro, realizado na Tailândia, classificaram-se, nesta ordem, Coreia do Sul e Cazaquistão; o segundo foi vencido pela anfitriã China, e teve Taipé Chinesa no segundo lugar do pódio.
Os resultados de China e Coreia do Sul são previsíveis, visto que se trata das duas seleções mais fortes da confederação. Taipé Chinesa retorna ao evento após 16 anos – sua única outra participação fora em 1990, quando terminou em 11º lugar. O Cazaquistão foi a grande surpresa do grupo, visto que superou o terceiro time melhor ranqueado entre todos os que disputavam as vagas – a Tailândia – para aceder às finais do torneio. Esta foi sua primeira participação no campeonato mundial.

### Europa (CEV)
Com oito vagas concedidas à CEV, das quais uma reservada à Itália, campeã de 2002, a Europa teve a disputa mais longa e complexa dentre todas as qualificatórias continentais. De início, foram disputados três torneios, cada um com quatro equipes, em que campeão e vice-campeão avançavam à fase seguinte. Nos eventos organizados por Inglaterra e Portugal, classificaram-se Espanha e Sérvia e Montenegro e Suécia e Bielorrússia, respectivamente; a França, anfitriã do terceiro, classificou-se juntamente com a Bélgica.
O processo se repetiu na segunda fase, com seis equipes juntando-se àquelas que haviam sobrevivido à eliminação na fase anterior. O primeiro torneio foi vencido pelo anfitrião Azerbaijão; a Bélgica, que ocupava então uma modesta 66ª posição no ranking mundial, permaneceu na disputa obtendo o segundo lugar sobre um adversário com muito mais tradição no continente, a Romênia. No segundo torneio, a anfitriã Grécia classificou-se apenas com o segundo lugar, sendo superada pela Ucrânia. A Croácia, organizadora do terceiro torneio, terminou a competição em último lugar: avançaram, nesta chave, Sérvia e Montenegro e República Checa.
Dos times que haviam se classificado na primeira fase, permaneceram com chances de vaga apenas Bélgica e Sérvia e Montenegro; Espanha, França, Bielorrússia e Suécia foram eliminadas na segunda fase.
Na terceira fase, foram novamente disputados três torneios envolvendo as seis equipes que avançaram da segunda fase e outras seis mais tradicionais na confederação. Campeão e vice-campeão asseguravam finalmente vaga nas finais. Os três terceiros lugares disputariam ainda um playoff para decidir a sétima e última vaga.
A Alemanha organizou um dos torneios e sagrou-se campeã. Embora ocupando a décima posição no ranking mundial, a Polônia foi superada neste evento pela Sérvia e Montenegro, e viu-se forçada a disputar o playoff para conseguir a vaga nas finais.
A Rússia, vice-campeã olímpica e organizadora do segundo torneio, qualificou-se surpreendentemente apenas com o segundo lugar, perdendo o título do evento para o Azerbaijão, que avançara da fase anterior. A Bulgária, segunda cabeça-de-chave deste grupo, terminou em terceiro lugar, e juntou-se à Polônia na disputa pela última vaga.
Por fim, a anfitriã do terceiro torneio, Turquia, obteve igualmente a vaga com o vice-campeonato. A Holanda venceu o evento, e a Ucrânia manteve, com o terceiro lugar, o direito de disputar os playoffs.
Os playoffs foram vencidos pela Polônia, que assegurou deste modo a sétima e última vaga para as finais do campeonato mundial.
Todos os resultados europeus são relativamente previsíveis, à exceção de dois: o Azerbaijão, que retornou, após 12 anos, para sua segunda participação no torneio – em 1994, a equipe terminara na penúltima colocação (9º lugar); e Sérvia e Montenegro, que embora represente uma das principais forças do voleibol masculino mundial, não tinha até então nenhuma tradição com equipes femininas – sob a bandeira da antiga Iugoslávia, sua única participação no campeonato mundial fora em 1978, quando terminou em 16º lugar.

### Equipes classificadas
| África   | América do Sul | América do Norte, Central e Caribe | Ásia          | Europa              |
| Camarões | Brasil         | Costa Rica                         | Cazaquistão   | Alemanha            |
| Egito    | Peru           | Cuba                               | China         | Azerbaijão          |
| Quênia   |                | Estados Unidos                     | Coreia do Sul | Itália              |
|          |                | México                             | Japão         | Países Baixos       |
|          |                | Porto Rico                         | Taipé Chinês  | Polônia             |
|          |                | República Dominicana               |               | Rússia              |
|          |                |                                    |               | Sérvia e Montenegro |
|          |                |                                    |               | Turquia             |

## Masculino

### África (CAVB)
Na África, a CAVB contava com apenas duas vagas para o evento, disputadas em duas fases. Na primeira, foram realizados dois torneios cujos campeões avançariam para a etapa seguinte. Ambos foram vencidos pelos anfitriões, Sudão e África do Sul.
Na segunda, a cada uma das equipes provenientes da fase anterior juntaram-se três outras com maior tradição no continente: os campeões de cada um dos dois torneios de quatro times qualificar-se-iam para as finais. Como na primeira fase, os vencedores foram os anfitriões, Egito e Tunísia, ambos com diversas passagens em edições anteriores do campeonato mundial, e os mais bem ranqueados dentro os times de voleibol masculino ligados à CAVB.

### América do Sul (CSV)
Na América do Sul, a CSV contava com três vagas para o evento, das quais uma já estava assegurada para o Brasil, campeão do Campeonato Mundial de 2002. As duas restantes foram disputadas em fase única composta por dois torneios, vencidos de forma previsível pelos anfitriões, Argentina e Venezuela.

### América do Norte, Central e Caribe (NORCECA)
Os favoritos se classificaram pela América do Norte, Central e Caribe. A NORCECA contava com quatro vagas para a competição. Na primeira fase, foram organizados três torneios, todos vencidos pelos anfitriões: Barbados, Trinidad e Tobago e Costa Rica. De acordo com o regulamento, nesta última chave avançou também a vice-campeã, Guatemala, para a fase seguinte.
Na segunda fase, somaram-se a estas quatro equipes outras seis com mais tradição no continente, organizadas em dois torneios em que se classificavam para as finais apenas campeão e vice-campeão. Todos os times que haviam sobrevivido à primeira fase do processo qualificatório terminaram a disputa nas últimas colocações em suas respectivas chaves. As vagas foram obtidas, de forma previsível, por Estados Unidos e Porto Rico, na competição em que o segundo era organizador, e por Cuba e Canadá, no torneio organizado em Havana.

### Ásia (AVC)
Na Ásia, a AVC contava com seis vagas para o evento, das quais uma não estava em disputa, pois pertencia ao Japão, o país-sede. O processo de qualificação envolveu duas fases e um playoff.
De início, foram organizados três torneios onde campeão e vice-campeão avançavam para a fase seguinte. No primeiro, sediado na Tailândia, classificaram-se a anfitriã e o Uzbequistão; no segundo, realizado nos Emirados Árabes Unidos, os organizadores obtiveram a vaga na segunda posição, e o título foi conquistado pelo Catar; no terceiro, que teve lugar nas Filipinas, avançaram Taipé Chinesa e Indonésia. Todos estes resultados eram previsíveis e refletem as colocações das equipes no ranking mundial.
Na segunda fase, participaram outras seis equipes asiáticas na condição de cabeças-de-chave. Foram montados três torneios onde os campeões qualificavam-se para as finais e os vice-campeões disputavam entre si, em playoff, as duas vagas restantes.
No torneio organizado no Cazaquistão, o anfitrião foi o campeão, forçando a Coreia do Sul – time mais bem ranqueado entre todas as equipes asiáticas – a disputar o playoff pela vaga. O Irã também venceu a disputa organizada em seus domínios, que teve a Austrália na segunda posição. A Índia, por sua vez, terminou o terceiro torneio, do qual foi país-sede, com o vice-campeonato, abaixo da China.
No playoff, a Coreia do Sul finalmente confirmou o seu favoritismo e sagrou-se campeã. A Austrália ficou com a última vaga para as finais, e a Índia, organizadora do torneio, foi eliminada.
Os resultados da Ásia não apresentaram surpresas, e todas as equipes qualificadas já haviam participado de edições anteriores do campeonato mundial.

### Europa (CEV)
A disputa europeia foi a mais acirrada e complexa, envolvendo três fases e um playoff em que foram decididas nove vagas para as finais.
A primeira fase compreendeu quatro torneios em que apenas o campeão avançava para a fase seguinte. Todos foram vencidos pelos organizadores – Inglaterra, Romênia e Estônia – à exceção daquele que teve lugar na Hungria, onde os anfitriões foram superados pela Eslovênia.
Na segunda fase, foram disputados quatro torneios de quatro equipes cada, onde campeão e vice-campeão avançavam à fase seguinte. Dos times que haviam sobrevivido à fase anterior, apenas a Estônia permaneceu na disputa por uma vaga, com um segundo lugar na chave de Portugal, vencida pelos anfitriões. A Bulgária foi igualmente campeã em seus domínios, seguida pela Turquia. Alemanha e República Checa classificaram-se apenas com o vice-campeonato, sendo superadas por Finlândia e Ucrânia, respetivamente.
Na terceira fase, o processo foi repetido, com a adição de novos cabeças-de-chaves. Campeão e vice-campeão estariam qualificados para o campeonato mundial, e os terceiros colocados disputariam entre si a última vaga em playoff.
A França sagrou-se campeã do torneio organizado em seus domínios, e classificou-se juntamente com a República Tcheca, que surpreendentemente deixou os Países Baixos na terceira colocação. A Grécia também assegurou a vaga na qualidade de anfitriã, com o título da chave em que Sérvia e Montenegro foi a vice-colocada. Jogando em casa, a Itália foi superada pela Alemanha, classificando-se deste modo com o vice-campeonato. A Rússia, por fim, obteve de modo previsível o título do torneio disputado na Polônia, onde os organizadores ficaram com a segunda colocação.
No playoff, a última vaga para o campeonato mundial foi obtida pela anfitriã Bulgária, que superou Portugal, Países Baixos e Ucrânia na disputa pelo título.
Todas as equipes classificadas na Europa têm alguma tradição no torneio, e o único aspecto notável do resultado é a ausência dos Países Baixos, que não ficavam fora da competição desde 1986.

### Equipes classificadas
| África  | América do Sul | América do Norte, Central e Caribe | Ásia          | Europa              |
| Egito   | Argentina      | Canadá                             | Austrália     | Alemanha            |
| Tunísia | Brasil         | Cuba                               | Cazaquistão   | Bulgária            |
|         | Venezuela      | Estados Unidos                     | China         | França              |
|         |                | Porto Rico                         | Coreia do Sul | Grécia              |
|         |                |                                    | Irã           | Itália              |
|         |                |                                    | Japão         | Polônia             |
|         |                |                                    |               | Chéquia             |
|         |                |                                    |               | Rússia              |
|         |                |                                    |               | Sérvia e Montenegro |